# Église des Récollets de Saint-Céré
Pour les articles homonymes, voir Église des Récollets.
L'église des Récollets de Saint-Céré est une église catholique située quai des Récollets, à Saint-Céré, en France.

## Localisation
L'église est située dans le département français du Lot, sur la commune de Saint-Céré.

## Historique
C'est au XVIIe siècle, pour lutter contre le protestantisme, qu'on fit appel aux pères récollets, d'un ordre franciscain réformé. Ils arrivent à Saint-Céré en 1621.
L'église fut d'abord la chapelle du couvent des récollets bâti entre 1639 et 1662, l'église ayant été construite de 1658 à 1662.
Les pères récollets doivent quitter le couvent en 1793 qui est vendu comme bien national. L'église est rachetée en 1804 pour être la chapelle des pénitents bleus à partir de 1806. Elle devient église paroissiale en 1857. Son imposant clocher est construit quelques années plus tard.

## Description

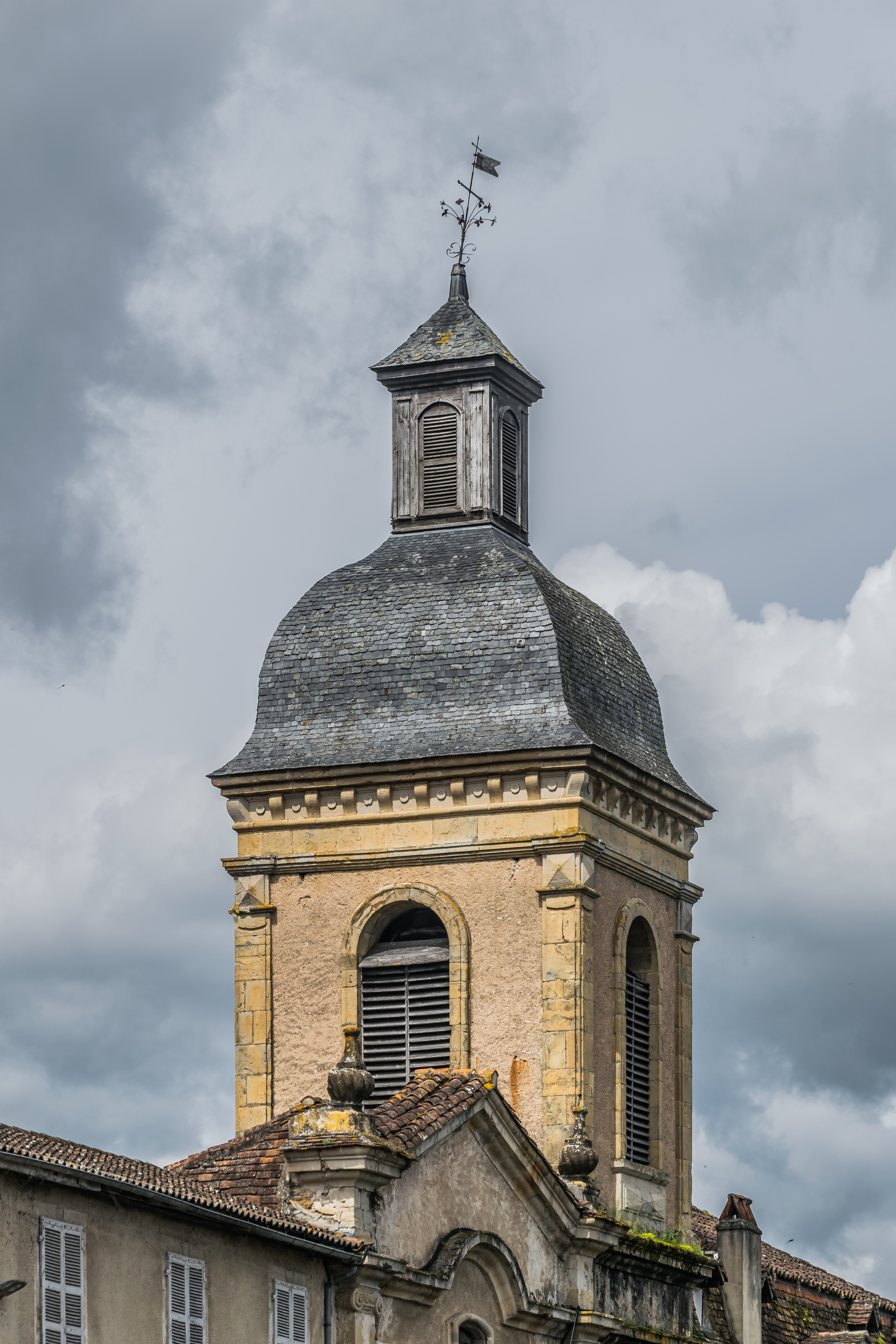
Clocher de l'église.

L'église est à nef unique avec un chœur terminé par un chevet droit. Côté sud, trois chapelles ont été ouvertes pour recevoir des notables de la ville.
La façade de style classique comprend un portail encadré de colonnes ioniques portant un entablement et un fronton curviligne surmonté d'un fronton triangulaire. Dans les deux niches latérales ont été placées des statues de saint Paul et de sainte Anne, surmontées de bas-reliefs représentant un franciscain triomphant portant un étendard.
La nef est couverte d'un plafond à caissons en bois polychrome, œuvre d'un moine du couvent. Le maître-autel est orné d'un retable du XVIIe siècle. Ce retable est d'une grande richesse iconographique. Il a dû être réalisé par un atelier de renom mais non reconnu à ce jour.
L'édifice est inscrit au titre des monuments historiques le 15 mars 1973. Plusieurs objets sont référencés dans la base Palissy.